# Stepanivka, Iemilciîne
Stepanivka (în ucraineană Степанівка) este localitatea de reședință a comunei Stepanivka din raionul Iemilciîne, regiunea Jîtomîr, Ucraina.

## Demografie
Componența lingvistică a localității Stepanivka
     Ucraineană (99,56%)
     Alte limbi (0,44%)
Conform recensământului din 2001, majoritatea populației localității Stepanivka era vorbitoare de ucraineană (99,56%), existând în minoritate și vorbitori de alte limbi.